# Shane O’Brien (Ruderer)
Shane Joseph O’Brien (* 27. September 1960 in Auckland, Neuseeland) ist ein ehemaliger neuseeländischer Ruderer, der 1984 Olympiasieger im Vierer ohne Steuermann wurde.
Der 2,03 m große O’Brien bildete 1984 zusammen mit Conrad Robertson, Keith Trask und Les O’Connell den neuseeländischen Vierer; die anderen drei hatten im Vorjahr zusammen mit Gregory Johnston und Steuermann Brett Hollister den Weltmeistertitel im Vierer mit Steuermann gewonnen. Von den Medaillengewinnern bei den Weltmeisterschaften 1983 waren 1984 im Vierer ohne Steuermann die Westdeutschen Weltmeister und die schwedischen Dritten am Start, nur die russischen Vizeweltmeister fehlten wegen des Olympiaboykotts der Ostblockstaaten. Im ersten Vorlauf siegten die Neuseeländer mit einer Sekunde Vorsprung vor den Deutschen, die drittplatzierten Dänen lagen im Ziel sechs Sekunden hinter den Deutschen. Im Finale steigerten sich die Neuseeländer um fast fünf Sekunden, sie gewannen mit über zwei Sekunden vor dem US-Boot und den Dänen, während die deutschen Weltmeister nur den vierten Platz erreichten.
Mit Tong Ross für Conrad Robertson belegte der neuseeländische Vierer bei den Weltmeisterschaften 1985 den vierten Platz. Bei den Weltmeisterschaften 1986 ruderte O’Brien im Achter, der als Sieger des B-Finales insgesamt den siebten Platz erreichte.